# Tarnawatka (Lublin)
Pour les articles homonymes, voir Tarnawatka.
Tarnawatka (prononciation [tarnaˈvatka]) est un village de la gmina de Tarnawatka, du powiat de Tomaszów Lubelski, dans la voïvodie de Lublin, situé dans l'est de la Pologne.
Il est le siège administratif (chef-lieu) de la gmina rurale de Tarnawatka.
Tarnawatka se situe à environ 10 kilomètres au nord de Tomaszów Lubelski (siège du powiat) et 98 kilomètres au sud-est de Lublin (capitale de la voïvodie).
Le village comptait approximativement une population de 970 habitants en 2010.

## Administration
De 1975 à 1998, le village était attaché administrativement à l'ancienne voïvodie de Zamość.

Depuis 1999, il fait partie de la nouvelle voïvodie de Lublin.